# Guthrie Hurd
Guthrie Hurd – kanadyjski wioślarz.

## Osiągnięcia
- Mistrzostwa Świata – Linz 2008 – ósemka wagi lekkiej – 6. miejsce[1].